# Otaku Teacher
Otaku Teacher (電波教師?, Denpa Kyōshi), anche noto come Ultimate Otaku Teacher, è un manga scritto e disegnato da Takeshi Azuma dal 2011 al 2017, i cui capitoli sono stati raccolti in 26 tankōbon da Shogakukan. È stato successivamente adattato in un anime televisivo di 24 episodi prodotto nel 2015 da A-1 Pictures e mandato in onda su Yomiuri TV e Nippon Television dal 4 aprile al 26 settembre dello stesso anno.
In Italia il manga è stato pubblicato da Panini Comics sotto l'etichetta Planet Manga, mentre l'anime è stato trasmesso sul canale a pagamento di Yamato Video Man-ga in versione originale sottotitolata in italiano nel corso del 2015.

## Trama
Jun'ichirō Kagami fin da piccolo era così intelligente che una famosa rivista pubblicò alcune sue dichiarazioni scientifiche. Finite le superiori si ritirò nella sua stanza circondato da videogiochi, anime e manga. Appassionato al computer dedicava tutto il tempo al suo blog ma la sua vita fu sconvolta. La sorellina Suzune con una mazza da baseball irrompe nella sua stanza e gli annuncia di averlo proposto in una scuola come insegnante. Costretto inizia la sua carriera di insegnante. Dopo un accaduto viene licenziato ma attira gli occhi del preside della scuola privata di sua sorella la quale con ogni mezzo costringerà il protagonista ad insegnare in quella scuola. Si ritroverà come alunni, oltre sua sorella, dei personaggi bizzarri tra cui la presidentessa del club di kendo la quale lo obbligherà a far tornare a scuola 2 assenteisti.

## Media

### Manga
Il manga scritto e disegnato da Takeshi Azuma, è stato serializzato dal 2 novembre 2011 al 29 marzo 2017 sulla rivista Weekly Shōnen Sunday edita da Shogakukan. I vari capitoli sono stati raccolti in ventisei volumi tankōbon pubblicati dal 16 marzo 2012 al 18 aprile 2017.
In Italia la serie è stata pubblicata da Panini Comics sotto l'etichetta Planet Manga nella collana Sakura dal 19 maggio 2016 al 28 luglio 2022. La traduzione dei testi è stata curata da Emilio Martini.

#### Volumi
| Nº | Data di prima pubblicazione | Data di prima pubblicazione | Data di prima pubblicazione | Data di prima pubblicazione |
| Nº | Giapponese                  | Giapponese                  | Italiano                    | Italiano                    |
| -- | --------------------------- | --------------------------- | --------------------------- | --------------------------- |
| 1  | 16 marzo 2012               | ISBN 978-4-09-123570-1      | 19 maggio 2016              | —                           |
| 2  | 18 giugno 2012              | ISBN 978-4-09-123699-9      | 21 luglio 2016              | —                           |
| 3  | 18 settembre 2012           | ISBN 978-4-09-123817-7      | 22 settembre 2016           | —                           |
| 4  | 16 novembre 2012            | ISBN 978-4-09-124008-8      | 17 novembre 2016            | —                           |
| 5  | 18 febbraio 2013            | ISBN 978-4-09-124180-1      | 16 febbraio 2017            | ISBN 978-88-912-6470-1      |
| 6  | 18 aprile 2013              | ISBN 978-4-09-124283-9      | 25 maggio 2017              | ISBN 978-88-912-6550-0      |
| 7  | 18 luglio 2013              | ISBN 978-4-09-124352-2      | 24 agosto 2017              | ISBN 978-88-912-6662-0      |
| 8  | 16 agosto 2013              | ISBN 978-4-09-124401-7      | 9 novembre 2017             | ISBN 978-88-912-6720-7      |
| 9  | 18 novembre 2013            | ISBN 978-4-09-124498-7      | 1º febbraio 2018            | ISBN 978-88-912-6810-5      |
| 10 | 18 febbraio 2014            | ISBN 978-4-09-124564-9      | 3 maggio 2018               | ISBN 978-88-912-6900-3      |
| 11 | 16 maggio 2014              | ISBN 978-4-09-124644-8      | 9 agosto 2018               | ISBN 978-88-912-6980-5      |
| 12 | 18 agosto 2014              | ISBN 978-4-09-125079-7      | 15 novembre 2018            | ISBN 978-88-912-8608-6      |
| 13 | 17 ottobre 2014             | ISBN 978-4-09-125372-9      | 28 febbraio 2019            | ISBN 978-88-912-8721-2      |
| 14 | 16 gennaio 2015             | ISBN 978-4-09-125449-8      | 30 maggio 2019              | ISBN 978-88-912-8817-2      |
| 15 | 18 marzo 2015               | ISBN 978-4-09-125697-3      | 29 agosto 2019              | ISBN 978-88-912-8968-1      |
| 16 | 18 maggio 2015              | ISBN 978-4-09-126025-3      | 21 novembre 2019            | ISBN 978-88-912-9120-2      |
| 17 | 17 luglio 2015              | ISBN 978-4-09-126185-4      | 27 febbraio 2020            | ISBN 978-88-912-9296-4      |
| 18 | 18 settembre 2015           | ISBN 978-4-09-126248-6      | 30 luglio 2020              | ISBN 978-88-912-9459-3      |
| 19 | 18 novembre 2015            | ISBN 978-4-09-126500-5      | 29 ottobre 2020             | ISBN 978-88-912-9621-4      |
| 20 | 18 febbraio 2016            | ISBN 978-4-09-126780-1      | 11 febbraio 2021            | ISBN 978-88-912-9784-6      |
| 21 | 18 maggio 2016              | ISBN 978-4-09-127139-6      | 29 aprile 2021              | ISBN 978-88-912-9912-3      |
| 22 | 17 giugno 2016              | ISBN 978-4-09-127268-3      | 5 agosto 2021               | ISBN 978-88-287-6099-3      |
| 23 | 16 settembre 2016           | ISBN 978-4-09-127335-2      | 28 ottobre 2021             | ISBN 978-88-287-6334-5      |
| 24 | 18 novembre 2016            | ISBN 978-4-09-127413-7      | 3 febbraio 2022             | ISBN 978-88-287-6501-1      |
| 25 | 17 febbraio 2017            | ISBN 978-4-09-127498-4      | 28 aprile 2022              | ISBN 978-88-287-6640-7      |
| 26 | 18 aprile 2017              | ISBN 978-4-09-127555-4      | 28 luglio 2022              | ISBN 978-88-287-1618-1      |

### Anime
Un adattamento anime diretto da Masato Sato e prodotto dallo studio d'animazione A-1 Pictures, è stato trasmesso in Giappone dal 4 aprile al 26 settembre 2015 su Yomiuri TV e Nippon Television per un totale di 24 episodi. Il character design è stato curato da Isao Sugimoto mentre Ryuuichi Takada si è occupato della colonna sonora.
Le sigle d'apertura sono rispettivamente Youthful Dreamer cantata dalle TrySail (ep. 1-12) e Vivid Brilliant door delle Sphere (ep. 13-24) mentre in chiusura sono stati impiegati i brani DREAMIN delle Tokyo Performance Doll (ep. 1-12) e MY ONLY ONE delle 9nine (ep. 13-24).
In Italia i diritti della serie sono stati acquistati da Yamato Video, che l'ha trasmessa su Man-ga in versione sottotitolata nel corso del 2015.
Le lyrics dei brani dell'anime sono di Atsushi Maekawa, già sceneggiatore della serie, e sono stati composti da Ryuuichi Takada:
- Futari - cantata da Satsumi Matsuda
- Itoshi no Shy Boy - cantata da Satsumi Matsuda
- Kazoku no Kizuna da Familia - cantata da Satsumi Matsuda
- Kazoku no Kizuna da Familia - cantata da Risae Matsuda
- Maid no Hinkaku - cantata da Azusa Tadokoro
- Metal Beast Rockunger! - cantata da Shiina Natsukawa
- Yume Miru Two Hand - cantata da Sora Amamiya

#### Episodi
| Nº | Titolo italiano Giapponese 「Kanji」 - Rōmaji                                                      | In onda           | In onda |
| Nº | Titolo italiano Giapponese 「Kanji」 - Rōmaji                                                      | Giapponese        |         |
| 1  | Ho iniziato ad insegnare alle superiori 「高校教師始めました」 - Kōkō kyōshi hajimemashita         | 4 aprile 2015     |         |
| 2  | Le regole della società 「社会のルール」 - Shakai no rūru                                          | 11 aprile 2015    |         |
| 3  | Chase in Akihabara 「チェイス in 秋葉原」 - Cheisu de Akihabara                                    | 18 aprile 2015    |         |
| 4  | La dignità di una maid 「メイドの品格」 - Meido no hinkaku                                         | 25 aprile 2015    |         |
| 5  | Il mostro dell'istituto Ichou 「銀杏学園の怪物」 - Gin'nan gakuen no kaibutsu                      | 2 maggio 2015     |         |
| 6  | Una visita interessante 「おもしろい景色」 - Omoshiroi keshiki                                     | 9 maggio 2015     |         |
| 7  | Il mistero di una ragazza 「美少女のヒミツ」 - Bishōjo no himitsu                                  | 16 maggio 2015    |         |
| 8  | L'assenteista è una grande maestra 「不登校児は大センセイ」 - Futokō-ji wa dai sensei              | 23 maggio 2015    |         |
| 9  | La ragazza nel paese del videogioco 「ゲームの国の少女」 - Gēmu no kuni no shōjo                   | 30 maggio 2015    |         |
| 10 | La malinconia di Koutarou 「光太郎のユウウツ」 - Kōtarō no yūutsu                                  | 6 giugno 2015     |         |
| 11 | Il mondo esterno 「外の世界」 - Soto no sekai                                                      | 13 giugno 2015    |         |
| 12 | Luce VS First 「ルーチェvsファースト」 - Rūche tai Fāsuto                                          | 20 giugno 2015    |         |
| 13 | La dottoressa venuta da Ginevra 「ジュネーブから来た博士」 - Junēbu kara kita hakase               | 27 giugno 2015    |         |
| 14 | La ragazza delle valutazioni 「サテイの女」 - Satei no on'na                                       | 11 luglio 2015    |         |
| 15 | Il fidanzato è il Re dei videogiochi 「フィアンセはゲーム王」 - Fianse wa Gēmu-ō                   | 18 luglio 2015    |         |
| 16 | Voglio andare in cielo! 「成仏したいの」 - Jōbutsu shitai no                                       | 25 luglio 2015    |         |
| 17 | Gran trambusto il primo giorno di scuola 「初登校で大騒ぎ」 - Hatsu tōkō de ōsawagi                | 1º agosto 2015    |         |
| 18 | L'orgoglio del giocatore 「ゲーマーのプライド」 - Gēmā no Puraido                                  | 8 agosto 2015     |         |
| 19 | Street Girl 「ストリートガール」 - Sutorīto Gāru                                                   | 15 agosto 2015    |         |
| 20 | Le idol gemelle 「双子のアイドル」 - Futago no Aidoru                                              | 29 agosto 2015    |         |
| 21 | Arrivano i Familynger 「ファミリンジャー見参」 - Fami Rinjā kenzan                                 | 5 settembre 2015  |         |
| 22 | Il castello di Kagami 「鑑クンのお城」 - Akira-kun no o-jō                                         | 12 settembre 2015 |         |
| 23 | L'enigmatica praticante per un giorno 「謎の一日体験入所者」 - Nazo no ichinichi taiken nyūsho-sha | 19 settembre 2015 |         |
| 24 | La mia politica educativa 「オレの教育方針」 - Ore no kyōiku hōshin                                | 26 settembre 2015 |         |